# Quilombo Macapazinho
Macapazinho é uma comunidade remanescente de quilombo, população tradicional brasileira, localizada no município brasileiro de Santa Izabel do Pará, certificado como remanescente de quilombo (reminiscências históricas de antigos quilombos) em 2006 pela Fundação Cultural Palmares.

## Povos tradicionais
Povos Tradicionais ou Comunidades Tradicionais são grupos que possuem uma cultura diferenciada da cultura predominante local, que mantêm um modo de vida intimamente ligado ao meio ambiente natural em que vivem. Através de formas próprias: de organização social, do uso do território e dos recursos naturais (com relação de subsistência), sua reprodução sócio-cultural-religiosa utiliza conhecimentos transmitidos oralmente e na prática cotidiana.
Tombamento: "Art. 216. Constituem patrimônio cultural brasileiro os bens de natureza material e imaterial, tomados individualmente ou em conjunto, portadores de referência à identidade, à ação, à memória dos diferentes grupos formadores da sociedade brasileira, nos quais se incluem: Ficam tombados todos os documentos e os sítios detentores de reminiscências históricas dos antigos quilombos."

## População
A comunidade Bacabal é formada por uma população de 33 famílias, distribuído em uma área de 91,1505 hectares.

## Situação territorial
A comunidade Macapazinho, situada no quilômetro 14 da rodovia PA-140, na cidade de Santa Izabel, através da Associação Comunitária de Remanescentes de Quilombo Macapazinho, foi reconhecida em 13 de maio de 2008 pelo Instituto de Terras do Pará (Iterpa) - tendo uma área regulamentada de 91,1505 hectares (título de reconhecimento de domínio coletivo) - confirmado em 17 de dezembro de 2010 pelo mesmo Instituto.
Esta comunidade teve o Relatório Técnico de Identificação e Delimitação (RTID) publicado no dia 05 de outubro de 2012 no Diário Oficial da União - uma etapa do processo de regularização fundiária assegurando o direito de sua terra -  que foi elaborado pelo Grupo Técnico Interdisciplinar, nomeado pelo Instituto Nacional de Colonização e Reforma Agrária (INCRA) (Ordens de Serviço SR-01/PA/Nº 104/2010 e SR-01/PA/Nº 108/2010 baseado no Decreto 4.887/03 e IN/Nº 57/09).
A comunidade está com a regulação fundiária titulada no Instituto Nacional de Colonização e Reforma Agrária (INCRA), tendo apenas o decreto de desapropriação publicado no Diário Oficial da União em 23 de junho de 2015.